# Amazing (пісня Ванесси Аморозі)
«Amazing» — другий сингл п'ятого студійного альбому австралійської співачки Ванесси Аморозі — «V». В Австралії пісня вийшла 9 вересня 2011.
29 вересня 2011 року Ванесса Аморозі разом із гуртом Simple Plan виконала пісню «Jet Lag» та свою власну пісню «Amazing» наживо під час фінального матчу АФЛ Grand Final Footy Show, який відбувся на стадіоні Rod Laver Arena в Мельбурні. 6 жовтня 2011 року Аморозі з'явилася на Sunrise і The Morning Show, щоб виконати цю пісню. Для Today Network вона також виконала акустичну версію своєї пісні «Amazing» і кавер на пісню Аланіс Моріссетт «Ironic». Вона також виконала цю пісню в прямому ефірі на шоу X Factor 11 жовтня 2011 року.

## Список пісень
Цифрове завантаження
1. "Amazing" — 3:33
2. "Soldier Man" — 3:23

Мікс
1. "Amazing" (Almighty Mix) — 6:25 (частина альбому «Almighty Essentials: Volume 4»)[5]

## Музичне відео
Режисером відеокліпу був Стюард Гослінг. Зйомки проходили в затоці Хаф Мун, Вікторія, Австралія.

## Чарти
| Чарт (2011)              | Місце |
| ------------------------ | ----- |
| Australian Singles Chart | 83    |